# Cazuza
Cazuza, (Rio de Janeiro, 1958. április 4. – Rio de Janeiro, 1990. július 7.) brazil énekes, dalszerző. Raul Seixas, Renato Russo, Os Mutantes és a Barão Vermelho együttes mellett a brazil rockzene egyik legjobb képviselőjének számít. Kilenc évig tartó karrierje során több mint 5 millió albumot adott el, és 11 első helyezett kislemezt és 18 Top 10 kislemezt ért el Brazíliában.

## Pályafutása
Családja révén mindig szoros kapcsolatban állt a zenével. Kora gyermekkora óta erősen befolyásolta a brazil zene. Különösen kedvelte Cartola, Lupicinio Rodrigues, Dolores Duran és Maysa Matarazzo szomorú, drámai hangjait.
1965. körül kezdett dalszövegeket és verseket írni. 1974 végén egy londoni nyaralása során megismerte a Led Zeppelin, Janis Joplin és a The Rolling Stones zenéjét. hamarosan nagy rajongójuk is lett. 1978-ban iratkozott be egy főiskolára, de három héttel később felhagyott az újságírással, hogy apjával együtt dolgozhasson a Som Livre-ben.
Később San Franciscóba költözött, ahol kapcsolatba került a beat-irodalommal, ami nagy hatással volt rá. 1980-ban visszatért Rióba, ahol az Asdrúbal Trouxe o Trombone színházi csoporttal dolgozott. Ott figyelt fel rá Léo Jaime, aki bemutatott neki egy kezdő rockbandát, amelynek énekesre volt szüksége. Barão Vermelhóval Cazuza énekesként megkezdte pályafutását. A nyolcvanas évek nagyon sikeres brazil rockegyüttesével, Vermelhóval a legnagyobb sikert a „Bete Balanço” című dallal arattak, amely egy film zenéjének része volt.
1985-ben részt vett a Rock in Rióban Barão Vermelhóval. Ebben az időben Caetano Veloso azt mondta, hogy generációja legnagyobb brazil költője Cazuza. Ugyanebben az évben Cazuzát is megfertőzte az AIDS-vírus. Elhagyja a zenekart, hogy nagyobb szabadságot szerezzen a zeneszerzésben, mind zenei, mind a dalszövegei értelemben. Miután elhagyta a bandát zenéje változatosabbá vált. A blues elemeit beépítette olyan dalaiba. Egyre bensőségesebbé váltak dalszövegei.
Szólókarrierje még sikeresebbnek bizonyult, mint korábbi csoporté. Az „Exagerado”, az „O Tempo não Pára” és az „Ideologia” voltak a legnagyobb slágerei, és nagy hatást gyakoroltak a későbbi brazil zenészekre. A „Preciso Dizer que Te Amo” című dalt Bebel Gilbertóval közösen írta, és 1986-ban jelent meg saját EP-jén. A dal posztumusz is szerepelt az 1996-os AIDS-t segítő albumon, a Red Hot + Rio című albumon, amelyet a Red Hot Organization készített Bebel Gilbertóval duettben.

## Halála
Rio de Janeiróban, 1990. július 7-én, 32 évesen halt meg, AIDS okozta szeptikus sokk következtében. A Rio de Janeiro állambeli Botafogóban található Cemitério São João Batistában temették el. Édesanyja megalapította a Viva Cazuza Társaságot (Sociedade Viva Cazuza), egy jótékonysági szervezetet, amely támogatja az AIDS megelőzését és otthont ad a HIV-pozitív gyerekeknek.

## Lemezek
Barão Vermelhóval:
- 1982: Barão Vermelho
- 1983: Barão Vermelho 2
- 1984: Bete Balanço (Original Soundtrack)
- 1984: Maior Abandonado
- 1992: Barão Vermelho Ao Vivo

### Szólólemezek
- 1985: Exagerado
- 1987: Só se for a dois
- 1988: Ideologia
- 1988: O tempo não pára
- 1989: Burguesia
- 1991: Por aí
- 2005: O Poeta Está Vivo – Ao Vivo no Teatro Ipanema

## Díjak
- Ordem do Mérito Cultural (2010)
- Prêmio da Música Brasileira

## Fordítás
Ez a szócikk részben vagy egészben  a   Cazuza című angol Wikipédia-szócikk ezen változatának fordításán alapul.  Az eredeti cikk szerkesztőit annak laptörténete sorolja fel. Ez a jelzés csupán a megfogalmazás eredetét és a szerzői jogokat jelzi, nem szolgál a cikkben szereplő információk forrásmegjelöléseként.